# Zygodon hatcheri
Zygodon hatcheri là một loài rêu trong họ Orthotrichaceae. Loài này được Dusén mô tả khoa học đầu tiên năm 1903.